# Mellitella stokesii
Mellitella stokesii is een zee-egel uit de familie Mellitidae.
De wetenschappelijke naam van de soort werd in 1841 gepubliceerd door Louis Agassiz.